# Richard John Garcia

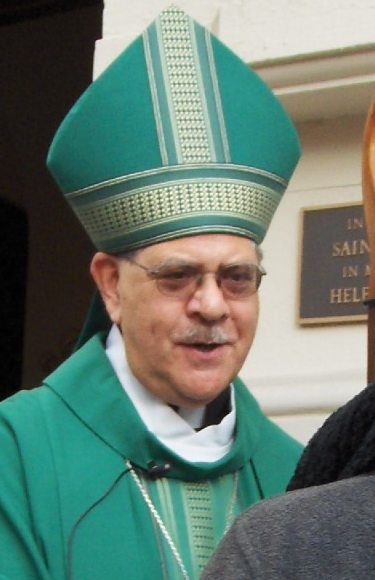
Richard John Garcia

Wappen von Richard John Garcia

Richard John Garcia (* 24. April 1947 in San Francisco, Kalifornien; † 11. Juli 2018) war ein US-amerikanischer Geistlicher und römisch-katholischer Bischof von Monterey in California.

## Leben
Richard John Garcia, Sohn mexikanischer Einwanderer, studierte Philosophie und Theologie am St. Patricks Seminar in Menlo Park und empfing am 13. Mai 1973 die Priesterweihe. Er war in der Seelsorge in San José in Kalifornien tätig. Er absolvierte von 1980 bis 1984 ein Doktoratsstudium am Angelicum in Rom. Von 1985 bis 1992 war er Professor am St. Patricks Seminar.
Papst Johannes Paul II. ernannte ihn am 25. November 1997 zum Weihbischof in Sacramento und Titularbischof von Bapara. Der Bischof von Sacramento, William Keith Weigand, spendete ihm am 28. Januar des nächsten Jahres die Bischofsweihe; Mitkonsekratoren waren John Raphael Quinn, Erzbischof von San Francisco, und Pierre DuMaine, Bischof von San Jose in California.
Am 19. Dezember 2006 wurde er durch Papst Benedikt XVI. zum Bischof von Monterey in California ernannt und am 30. Januar des nächsten Jahres in das Amt eingeführt.